# Aulonothroscus schaumii
Aulonothroscus schaumii is een keversoort uit de familie dwergkniptorren (Throscidae). De wetenschappelijke naam van de soort werd in 1860 gepubliceerd door Henri Achar de Bonvouloir.